# Life Is Music
Life Is Music é o album de estreia do grupo a capella israelense The Voca People, lançado em 2012.

## Faixas
| N.º | Título               | Duração |  |
| 1.  | "Voca People Anthem" | 0:31    |  |
| 2.  | "History of Music"   | 5:23    |  |
| 3.  | "From the Movies"    | 5:09    |  |
| 4.  | "Boys in Love"       | 4:00    |  |
| 5.  | "Ladies on the Hunt" | 3:38    |  |
| 6.  | "Classical Times"    | 4:54    |  |
| 7.  | "Life is Beautiful"  | 2:42    |  |
| 8.  | "Queen Medley"       | 5:09    |  |

| Faixas Bonus |                  |         |  |
| N.º          | Título           | Duração |  |
| 9.           | "Vive la France" | 2:04    |  |
| 10.          | "Spanish Fiesta" | 208     |  |